# 格蘭茨維爾 (密蘇里州)
格蘭茨維爾（英語：Grantsville）是位於美國密蘇里州林縣的非建制地區。

## 歷史
格蘭茨維爾的郵局於1868年設立，其後於1884年停運。

## 地理
格蘭茨維爾所處的海拔為高於海平面277米（即909英呎），而該地所採用的時區為UTC-6，即北美中部時區（CST）。同時該地設有夏令時間，為UTC-6調快一小時，即UTC-5（CDT）。